# Вальдраут фон Болен унд Гальбах
Вальдраут Елізабет Мехтільд фон Болен унд Гальбах (нім. Waldtraut Elisabeth Mechthild von Bohlen und Halbach; 31 липня 1920, мисливський замок Зайнек біля Нойвіда — 27 травня 2005) — шоста дитина німецького промисловця Густава Круппа, сестра Альфріда Круппа.

## Біографія

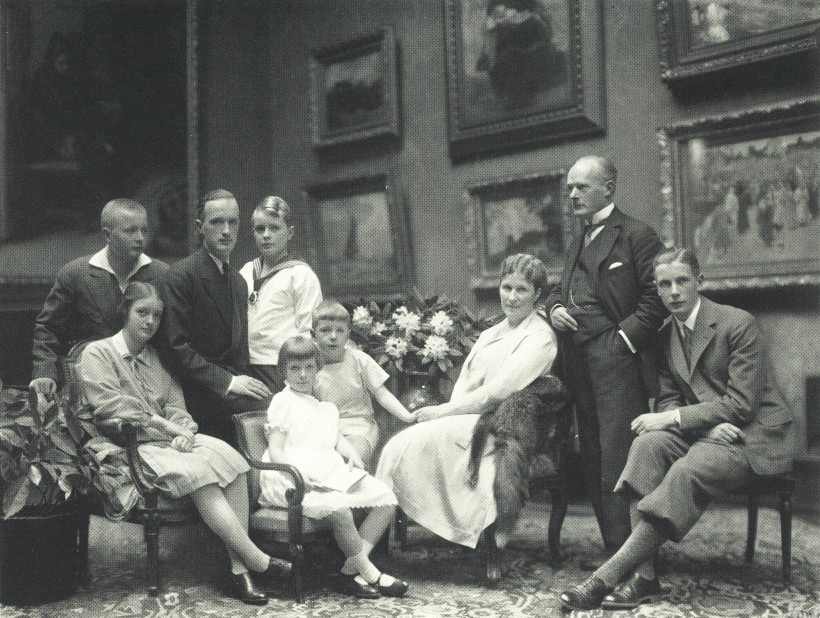
Густав Крупп з дружиною Бертою та дітьми (1928). Вальдраут - сидить у центрі.

Значну частину юності провела на сімейній віллі Гюґель в Ессені. 15 листопада 1943 року разом із братами, сестрами та Зітою фон Медінгер, вдовою загиблого в січні 1940 році брата Клауса, підписала «Указ фюрера про сімейний бізнес фірми Friedrich Krupp AG», згідно з яким вони всі відмовились від спадку, щоб фірма дісталась старшому брату Альфріду.
В 1951 році Альфрід Крупп, засуджений під час Нюрнберзького процесу у справі Круппа до 12 років ув'язнення, вийшов із в'язниці і підписав договір, згідно з яким усі брати, сестри та син загиблого Клауса Арнольда отримали по 10 000 000 марок компенсації за відмову від спадку.

## Сім'я
12 березня 1942 року Вальдраут одружилася з берлінським текстильним підприємцем Генрі Томасом. В шлюбі народила 2 дочки:
1. Діана Марія Томас (нар. 1944) — написала книги про Маргариту Крупп («Життя моєї прабабусі»), а також про Альфріда Круппа і Бертольда Байтца («Альфрід Крупп і Бертольд Байтц: Спадкоємець і його намісник»). В 1990-ті роки разом з іншими онуками Густава Круппа безуспішно намагалась в судовому порядку отримати місце для членів сім'ї в опікунській раді Фонду Альфріда Круппа фон Болена унд Гальбаха.[2]
2. Регіна Томас (нар. 1945)

В 1961 році вдруге одружилася з судновласником Вальтером Буркгардтом, з яким жила в Аргентині.

## Пам'ять
- На честь Вальдраут названа вулиця в Ессені (нім. Waldtrautstraße).